# Часовник на Страшния съд
„Часовникът на Страшния съд“ (на английски: Doomsday Clock) е символичен часовник, създаден през 1947 г. от Съвета на директорите на списанието „Bulletin of the Atomic Scientists“ на Чикагския университет.
Колкото по-близо е часът до полунощ, толкова е по-близо Земята до глобална катастрофа. Най-новата официално оповестена настройка е направена на 25 януари 2018 г. и показва време две минути преди полунощ (23:58 часа). Отразявайки международните събития, които са опасни за човечеството, стрелките на часовника са били настройвани двадесет и три пъти от 1947 г., когато часовникът е показвал седем минути преди полунощ (23:53 часа).
Първоначално часовникът е показвал заплахата от глобална ядрена война, но от 2007 г. насам отразява и технологиите, които влияят на климатичните промени, както и „развитието на науката, която може да нанесе необратими щети“.

## Настройки на часовника
През 1947 г., по времето на Студената война, часовникът започва от седем минути преди полунощ и впоследствие е пренастройван в зависимост от опасността от ядрена война. Какъв час да показва часовникът се решава от борда на директорите на „Bulletin of the Atomic Scientists“.
Часовникът не винаги е настройван със скоростта на реални събития – най-голямата заплаха от ядрена война е през 1962 г. по време на „Кубинската ракетна криза“, но тъй като конфликтът приключва бързо, учените нямат време да реагират и местоположението на стрелките на часовника не се променя.
| Година | Оставащи минути | Час      | Изменение | Причина |
| ------ | --------------- | -------- | --------- | --- |
| 1947   | 7               | 23:53    | —         | Първа настройка на Часовника на Страшния съд |
| 1949   | 3               | 23:57    | −4        | Съветският съюз тества първата си ядрена бомба, започва надпреварата в ядреното въоръжаване. |
| 1953   | 2               | 23:58    | −1        | СССР и САЩ в разстояние на девет месеца тестват термоядрени бомби. Съвпада с 2018 г. |
| 1960   | 7               | 23:53    | +5        | Обществото е наясно за опасността от ядрена война, повишава се научното сътрудничество между САЩ и СССР. |
| 1963   | 12              | 23:48    | +5        | Между САЩ и СССР се подписва договор за частична забрана на опитите с ядрени оръжия, който предвижда забраната на ядрените опити на повърхността, в атмосферата и под водата. |
| 1968   | 7               | 23:53    | −5        | Войната във Виетнам се изостря, СССР навлиза с войска в Чехословакия. Франция и Китай тестват първите си ядрени оръжия (съответно през 1960 и 1964 г.), Шестдневна война (през 1967 г.), война между Индия и Пакистан (1965 г.). |
| 1969   | 10              | 23:50    | +3        | Сената на САЩ ратифицира договора за неразпространение на ядрените оръжия. |
| 1972   | 12              | 23:48    | +2        | САЩ и СССР подписват договора САЛТ 1 и договор за ограничение на системите за противоракетна отбрана. |
| 1974   | 9               | 23:51    | −3        | Индия прави изпитания на първата си ядрена бомба („Усмихнатия Буда“), охлаждане на отношенията между двете суперсили (САЩ и СССР), обсъждането на договора САЛТ 2 е преустановено. |
| 1980   | 7               | 23:53    | −2        | Допълнително охлаждане в отношенията между САЩ и СССР. Като протест срещу войната на руснаците в Афганистан, президентът Джими Картър не разрешава американски спортисти да участват в Летните олимпийски игри в Москва и започва обсъждане на планове как САЩ могат да спечелят евентуална ядрена война. |
| 1981   | 4               | 23:56    | −3        | Съветско-афганистанската война втвърдява позицията на САЩ за ядреното въоръжение. Роналд Рейгън става президент и спира по-нататъшни преговори за контрол на ядрените оръжия. |
| 1984   | 3               | 23:57    | −1        | Засилване на надпреварата за ядрено въоръжение. |
| 1988   | 6               | 23:54    | +3        | САЩ и СССР подписват договор за премахване на ядрени ракети със среден обсег на действие. |
| 1990   | 10              | 23:50    | +4        | Падането на Берлинската стена, разпадането на „желязната завеса“, Студената война е към своя край. |
| 1991   | 17              | 23:43    | +7        | Между СССР и САЩ се подписва договор за съкращение на стратегическото въоръжение. (Това е най-далечното положение на стрелките до полунощ в историята.) |
| 1995   | 14              | 23:46    | −3        | „Изтичане на мозъци“ и ядрени технологии от страни от бившия СССР. |
| 1998   | 9               | 23:51    | −5        | Демонстративно тестване на ядрено оръжие от Индия и Пакистан. |
| 2002   | 7               | 23:53    | −2        | Слаб напредък в глобалното ядрено разоръжаване. На фона на атентатите от 2001 г., САЩ отхвърлят серия от договори за контрол на въоръжението и обявяват намерението си да се оттеглят от договора за противоракетна отбрана – разтревожени от евентуално терористично нападение с ядрено оръжие. |
| 2007   | 5               | 23:55    | −2        | Северна Корея тества ядрено оръжие; амбициите на Иран да се превърне в ядрена сила; невъзможността за адекватно опазване на разпространението на ядрени материали; наличието на около 26 000 ядрени бойни глави на територията на САЩ и Русия; учените добавят глобалното затопляне, като една от най-големите заплахи за човечеството. |
| 2010   | 6               | 23:54    | +1        | Международното сътрудничество за намаляване на ядрените арсенали и ограничаването на ефекта на климатичните промени. |
| 2012   | 5               | 23:55    | −1        | Недостатъчен напредък в съкращаването и неразпространението на ядрени оръжия и продължаващото бездействие по въпросите относно климатичните промени. |
| 2014   | 5               | 23:55    | 0         | Забавяне на преговорите за намаляване на ядрените арсенали на САЩ и Русия; разширяването и модернизацията на ядрените арсенали на Китай, Пакистан и Индия; невъзможността за адекватно опазване на разпространението на ядрени материали; продължаващото строене на атомни централи с недостатъчно ефективни системи за безопасност; продължаващото бездействие по въпросите относно климатичните промени. |
| 2015   | 3               | 23:57    | − 2       | Продължаващата липса на световна стратегия за справяне с глобалните климатични промени, модернизацията на ядрените арсенали на САЩ и Русия и проблемите с ядрените отпадъци. Неспособността на световните лидери да изпълнят основната си задача – осигуряване на благоденствие на човешката цивилизация и „позволяване на икономическия спор между Украйна и Русия да се превърне в конфронтация между Изтока и Запада, което не позволява сътрудничество в областта на ядрената сигурност, контрола и неразпространението на оръжия“. |
| 2017   | 2 1⁄2           | 23:57:30 | − 1⁄2     | Коментарите на американския президент Доналд Тръмп относно увеличаването на ядрените арсенали на САЩ; опасността от подновяване на надпреварата в областта на въоръжаването между САЩ и Русия; пренебрегването на опасността от климатичните промени от администрацията на президента Тръмп, както и засилването на национализма в световен мащаб.(За първи път в историята стрелките се променят със секунди.) |
| 2018   | 2               | 23:58    | − 1⁄2     | Провалът на световните лидери да се справят със заплахите от ядрена война и изменението на климата. |
| 2020   |                 | 23:58:20 | −0,33     | |
| 2023   |                 | 23:58:30 |           | Руско-украинска война |
| 2025   |                 | 23:58:31 |           | (Това е най-близкото положение на стрелките до полунощ, съвпадащо с 1953 г.) |